# Episodi di Caro John (quarta stagione)
La quarta stagione della serie televisiva Caro John è stata trasmessa in anteprima negli Stati Uniti d'America dalla NBC tra il 19 settembre 1991 e il 29 luglio 1992.
| nº | Titolo originale                 | Titolo italiano | Prima TV USA      | Prima TV Italia |
| -- | -------------------------------- | --------------- | ----------------- | --------------- |
| 1  | Brothers                         |                 | 19 settembre 1991 |                 |
| 2  | Kirk's Ex-Wife                   |                 | 20 settembre 1991 |                 |
| 3  | Kate's Cop                       |                 | 27 settembre 1991 |                 |
| 4  | Whose Soap Opera Is It Anyway?   |                 | 4 ottobre 1991    |                 |
| 5  | Hello, Annie                     |                 | 25 ottobre 1991   |                 |
| 6  | Lust and Death                   |                 | 8 novembre 1991   |                 |
| 7  | The Bachelor Shower              |                 | 15 novembre 1991  |                 |
| 8  | I Do, Baby (Part 1)              |                 | 13 dicembre 1991  |                 |
| 9  | I Do, Baby (Part 2)              |                 | 13 dicembre 1991  |                 |
| 10 | Once I Had a Secret Love         |                 | 20 dicembre 1991  |                 |
| 11 | 'Twas the Fight Before Christmas |                 | 27 dicembre 1991  |                 |
| 12 | Do the Wrong Thing               |                 | 3 gennaio 1992    |                 |
| 13 | The Big Payday                   |                 | 1º aprile 1992    |                 |
| 14 | John's Divided Heart             |                 | 15 aprile 1992    |                 |
| 15 | Who's Who                        |                 | 12 giugno 1992    |                 |
| 16 | Poor John (Part 1)               |                 | 15 luglio 1992    |                 |
| 17 | Poor John (Part 2)               |                 | 22 luglio 1992    |                 |
| 18 | The Write Stuff                  |                 | 29 luglio 1992    |                 |
| 19 | Heartburn and Heartache          |                 | 7 giugno 1992     |                 |
| 20 | Adult Education                  |                 | 14 giugno 1992    |                 |
| 21 | Freddy's Back                    |                 | 21 giugno 1992    |                 |
| 22 | The Nightmare Continues          |                 | 28 giugno 1992    |                 |